# Markus Hausammann

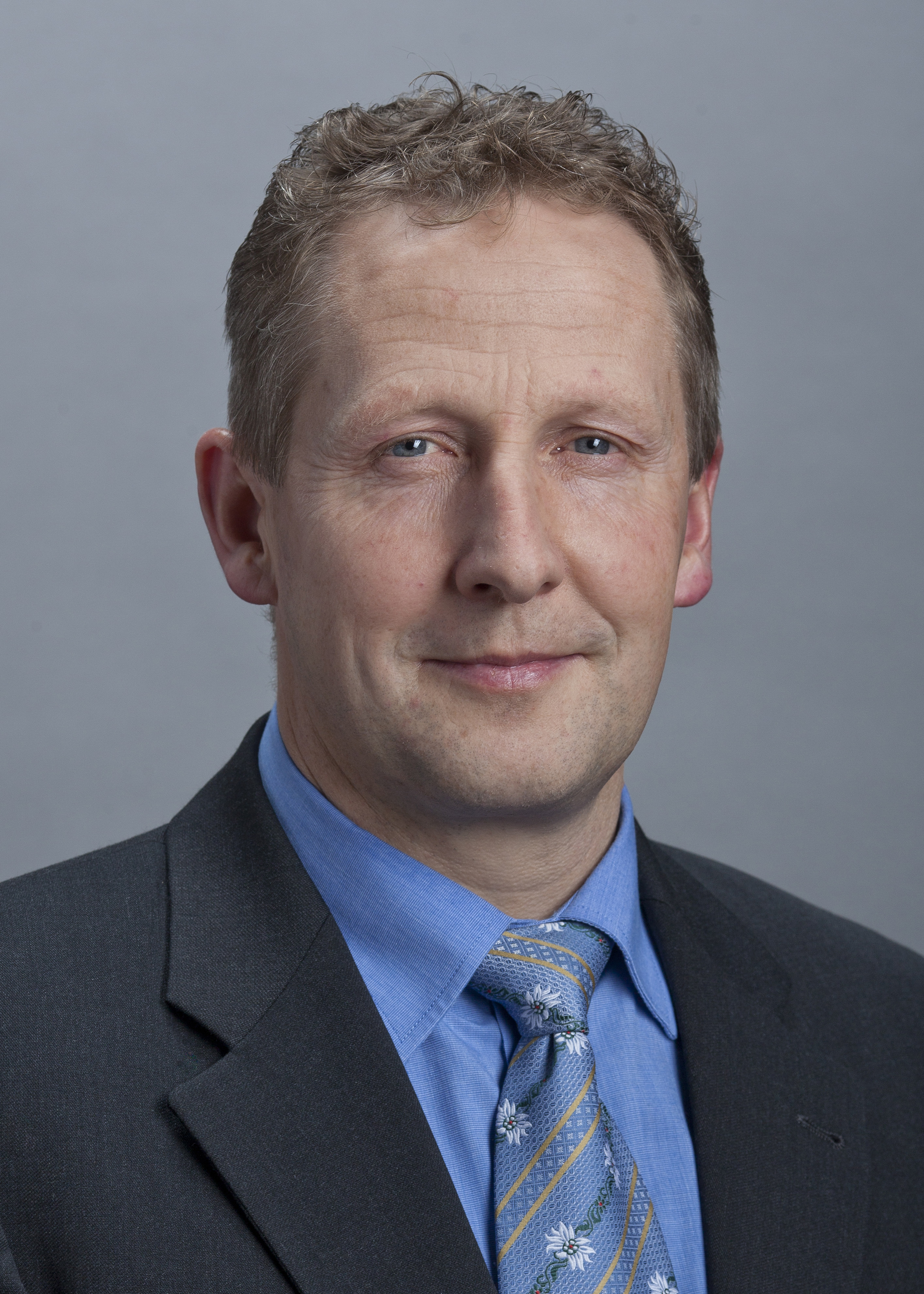
Markus Hausammann

Markus Hausammann (* 20. September 1964 in Münsterlingen) ist ein Schweizer Politiker (SVP). Er war von 2011 bis 2019 Thurgauer Nationalrat.

## Biografie
Markus Hausammann absolvierte eine Lehre als Landwirt und als Elektromonteur. Er ist Meisterlandwirt und führt einen Bauernhof in Langrickenbach, wo er auch wohnt. Markus Hausammann ist verheiratet und hat vier Kinder.
Seine politische Karriere startete er 1987 als Gemeinderat in Langrickenbach. Von 1988 bis 1997 war er Ortsvorsteher und Rechnungsführer der Ortsgemeinde. 1995 wurde er Gemeindeammann der Munizipal- und später der politischen Gemeinde Langrickenbach. Dieses Amt hielt er 16 Jahre bis 2011 inne. Zudem war er von 1995 bis 2006 Mitglied des Grossen Rates. Bei den Nationalratswahlen 2011 wurde er als dritter SVP-Vertreter für den Thurgau gewählt und trat damit die Nachfolge von J. Alexander Baumann an. Bei den Wahlen 2019 verzichtete er auf eine erneute Kandidatur für den Nationalrat und bewarb sich stattdessen um die Ständeratskandidatur der SVP Thurgau. Er unterlag jedoch an der Delegiertenversammlung dem damaligen Regierungsrat Jakob Stark. Seit Dezember 2019 ist er Mitglied des Agroscope-Rats. Zudem ist er im Stiftungsrat des Forschungsinstituts für biologischen Landbau.
Markus Hausammann war ausserdem von 2010 bis 2020 Präsident des Verbandes Thurgauer Landwirtschaft. Von 2006 bis 2013 war er Verwaltungsratsmitglied der Thurgauer Gebäudeversicherung.